# Tiszabercel
Tiszabercel est un village et une commune du comitat de Szabolcs-Szatmár-Bereg en Hongrie.

## Personnalité liée à la ville
- Edith Bruck (1932-), écrivaine italienne née à Tiszabercel